# Ballasjön (Håcksviks socken, Västergötland)
Ballasjön är en sjö i Svenljunga kommun i Västergötland och ingår i Ätrans huvudavrinningsområde. Sjön är 18,2 meter djup, har en yta på 0,306 kvadratkilometer och är belägen 142,2 meter över havet.

## Delavrinningsområde
Ballasjön ingår i det delavrinningsområde (636509-134133) som SMHI kallar för Mynnar i Håvsjön. Medelhöjden är 170 meter över havet och ytan är 75,23 kvadratkilometer. Det finns inga avrinningsområden uppströms utan avrinningsområdet är högsta punkten. Stångån som avvattnar avrinningsområdet har biflödesordning 3, vilket innebär att vattnet flödar genom totalt 3 vattendrag innan det når havet efter 114 kilometer. Avrinningsområdet består mestadels av skog (68 procent) och sankmarker (16 procent). Avrinningsområdet har 3,29 kvadratkilometer vattenytor vilket ger det en sjöprocent på 4,4 procent.